# Milton (comté d'Ulster, New York)
Pour les articles homonymes, voir Milton.
Milton est une census-designated place du comté d'Ulster, dans l'État de New York, aux États-Unis,. En 2020, elle compte une population de 1 650 habitants.